# Мокий Амфиполски
Мокий Амфиполски (на гръцки: Μώκιος ὁ Ἀμφίπολις; на латински: Mocio Amphipolitanae), е християнски свещеномъченик, пострадал в края на III век по време на гоненията на император Диоклециан и почитан от Православната и Католическата църква на 11 (24) май.

## Житие
Мокий е роден в Рим, в семейство на богатите благородници Евтратий и Евстатия. От детските си години изчува Светото писание.
Ръкопложен за християнски свещеник в град Амфиполис, в близост до река Стримон (Струма), където се проявява като успешен проповедник против езичеството, а най-вече - срещу култа към Дионис (Бакхус) и оргиите, организирани от почитателите му. Намесва се и в обреда в негова чест на местния проконсул, наречен Лаодикий и докато той принася жертва на божеството, Мокий пред очите на всички обръща олтара и разсипва тамяна. За тези си деяния е съден от управителя (антипата) на град Аполония, който тъкмо тогава посещава града. 
На разпита заявява, че държанието му се дължи на вярата в Христос и възмущението му от това на езичниците. В резултат, според житиета му, Мокий е измъчван жестоко и разнообразно. Той е поставен на уред за изтезания (провесен на дърво) и дран дълбоко с железни нокти, но това не сломява упорството му. Според синаксара, след това Мокий е хвърлен в разпалена пещ, но вместо него пламъците изгарят Лаодикий и още 9 души.

После Мокий е хвърлен в затвора, в очакване на новият проконсул Максим, който отначало е по-благонамерено настроен към него и - за да го спаси от смърт - му предлага да направи жертвоприношение, но след отказа му нарежда да го вържат на колело, а след това - да го хвърлят на диви зверове. Мокий обаче отново остава невредим. След тези чудеса народът иска освобождаването му, но проконсулът го изпраща в Ираклия/Хераклея (на Мраморно море), а оттам - на архонта Филиписий във Византион, където през 288 г. му отрязват главата.

## Мощи
Когато император Константин Велики установява новата столица на Империята във Византион, преименуван от него на Константинопол (около 325 г.), част от грандиозното му строителство там е храмът „Свети Мокий“, в който са положени мощите на свещеномъченика, а след 530 г. - и на Сампсон Страноприемец. В близост, от V век нататък, се намира едно от известните водохранилища на Цариград, наричано Цистерната на Свети Мокий, което е преобразувано в съвременна Турция в парк. 
Паметта на свещеномъченика се тачи на Преполовение. По-късно се почита на 11 май, тъй като това е и датата на обявяването на Константинопол за Нов Рим. На нея Мокий е споменат в Минологията на Василий II (кр. на X век). В минея му е посветена службата „Обновление на Цариград и памет на свещеномъченик Мокий“ (Ἀνάμνησις τῶν γενεθλίων, ἤτοι τῶν ἐγκαινίων τῆς Κωνσταντινουπόλεως, καὶ τοῦ Ἁγίου Ἱερομάρτυρος Μωκίου, Възпоменание на празнуването на обновлението на Константинопол и светия свещеномъченик Мокий).